# Кліщі (Кобринський район)
Кліщі (біл. Кляшчы) — село в Білорусі, у Кобринському районі Берестейської області. Орган місцевого самоврядування — Тевельська сільська рада.

## Історія
У 1921 році село входило до складу гміни Пруск Кобринського повіту Поліського воєводства Польської Республіки.
На початку вересня 1939 року в селі під керівництвом провідника Поліської (18-ї) округи ОУН Петра Башука розпочалося повстання Поліського Лозового Козацтва проти поляків шляхом роззброєння протилетунської станиці — здобуто 18 гвинтівок, 5 пістолетів і скриньку гранат: повстання блискавично охопило Кобринський повіт.

## Населення
Станом на 10 вересня 1921 року в селі налічувалося 18 будинків та 82 мешканці, з них:
- 37 чоловіків та 45 жінок;
- 82 православні;
- 61 українець (русин), 11 білорусів та 10 поляків.

За переписом населення Білорусі 2009 року, чисельність населення села становило 12 осіб.